# Kalis (arma)

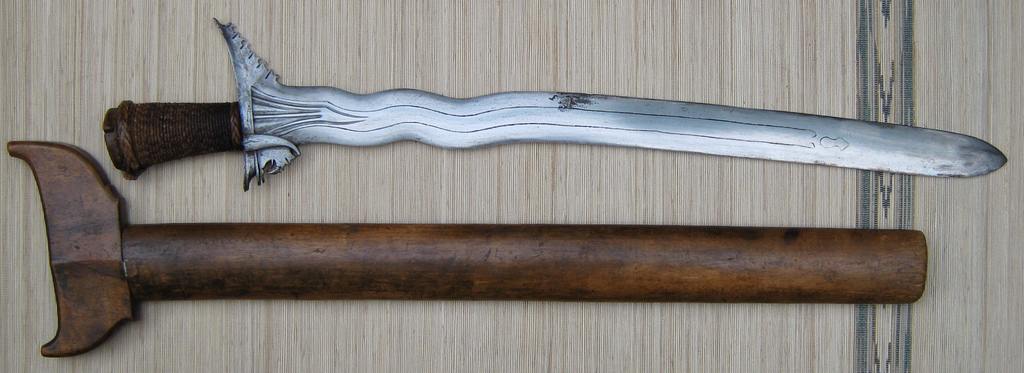
Kalis

Il kalis è una tipica spada a doppio filo delle Filippine, largamente usata nelle isole di Sulu e Mindanao.

## Storia
Si pensa che il kalis sia nato nel XIII secolo nell'isola di Giava, in Indonesia, per poi migrare nelle Filippine. Quest'arma può essere considerata una variante del kriss indonesiano, seppur con alcune differenze estetiche.
Rispetto al kriss, il kalis è di dimensioni maggiori: può infatti raggiungere i 70 cm complessivi di lunghezza. La lama, normalmente lunga tra i 50 e i 55 cm, è divisa in due parti: mentre la prima metà della lama è pressoché identica a quella di un kriss (ovvero una lama serpentina) la parte finale e la punta di questa spada hanno una forma dritta. Questa singolare forma della lama le conferisce un potere multiuso: la parte dritta viene utilizzata per tagliare, mentre la parte serpentina è perfetta per infilzare.
Il manico del kalis è costituito di legno duro ma si possono anche trovare rari e preziosi esempi di kalis con else fatte di oro, argento e avorio. Al fondo dell'elsa vi è un pomolo rappresentante la testa di un cacatua o, assai raramente, di una zampa di cavallo.